# Selección juvenil de rugby de Túnez
La selección juvenil de rugby de Túnez es el equipo nacional de rugby regulada por la Fédération tunisienne de rugby (FTR).
Durante mucho tiempo se formó selecciones para menores de 19 años, llamándose al equipo Túnez M19 o Tunisia U19 como se usa en inglés. Actualmente, juega como Túnez M20.

## Reseña histórica
El seleccionado juvenil tunecino fue de los primeros equipos no europeos en disputar los torneos FIRA para menores de 19 años (M19), su debut fue en 1979 en el que se ubicó último. Al año siguiente, en su casa, disputó el torneo de la división B creada precisamente ese año y en el que sale campeón. Continuó presentándose posteriormente, cuando la IRB pasó a coorganizar las ediciones, salvo pocas excepciones lo hizo en la divisional B.
A nivel continental participó desde el 2007 en el Africano M19, jugando alternadamente entre sus dos divisiones. En la B logró dos títulos y el ascenso a la A y en esta división, nunca obtuvo el título que viene acompañado del cupo para el Trofeo Mundial. En el 2017, al igual que otras confederaciones, la Rugby Afrique reinventa el torneo que clasifica al Trofeo Mundial denominándolo Trophée Barthés que pasó a ser M20. Ese año Túnez consiguió el primer puesto en el grupo Norte.

## Uniforme
El uniforme de los equipos nacionales tienen rojo y blanco como el de los mayores, son los colores que usa el país en sus seleccionados. En el torneo del 2017, los juveniles usaron camiseta blanca con mangas y parte inferior rojo, el short rojo al igual que las medias. En otras oportunidades invierte colores en la camiseta.

## Palmarés
- Mundial M19 División B : 1980,  1986
- Africa Cup U19 B (2): 2013, 2015

## Participación en copas
| - Túnez 1980: Campeón - Suiza 1982: 4º puesto - Bélgica 1985: 2º puesto - Rumania 1986: Campeón - RFA 1987: 3º puesto - Yugoslavia 1988: 2º puesto - Portugal 1989: 2º puesto - Italia 1990: 5º puesto - Francia 1991: 5º puesto - España 1992: 3º puesto - Francia 1994: 2º puesto - Rumania 1995: 5º puesto - Italia 1996: 4º puesto - Francia 2000: 13º puesto - Chile 2001: 12º puesto - Italia 2002: 5º puesto - Francia 2003: 4º puesto - no ha clasificado | - Portugal 1979: 10º puesto (último) - Marruecos 1983: 6º puesto (último) - Suiza 1999: 6º puesto - Africano A 2007: 4º puesto (último) - Africano A 2012: 4º puesto (último) - Africano A 2014: 4º puesto (último) - Africano A 2016: 4º puesto (último) - Africano B 2013: Campeón - Africano B 2015: Campeón - Trophée Barthés 2017: 1º puesto (grupo Norte) - Trophée Barthés 2018: 1º puesto (grupo Norte) - Trophée Barthés 2022: 5° puesto - Trophée Barthés 2023: 4° puesto - Trophée Barthés 2024: 4º puesto (último) - Trophée Barthés A 2019: 4º puesto (último) |